# 桑原一人
桑原 一人（くわばら かずと、1947年1月28日 - ）は、日本の俳優。本名：桑原 俊一。
新潟県出身。サンプロモーションに所属していた。

## 出演作品

### テレビ
- 大河ドラマ（NHK）
  - 花神（1977年） - やくざ
  - 黄金の日日（1978年） - 家臣、大名
  - 獅子の時代（1980年）
  - 山河燃ゆ（1984年）
  - 太平記（1991年） - 職人
  - 花の乱（1994年）
  - 元禄繚乱（1999年） - オランダ通詞
- 赤い絆 第4話「あなたの愛をありがとう」（1977年、TBS）
- 太陽にほえろ!（NTV）
  - 第290話「執念」（1978年） - チンピラ
  - 第316話「ある人生」（1978年） - 室川
  - 第340話「勝利者」（1979年） - 野崎刑事に逮捕される男
  - 第409話「英雄」（1980年） - 信用金庫強盗犯
  - 第422話「令子、俺を思い出せ!!」（1980年） - ヘロイン中毒者
  - 第432話「スリ学入門」（1980年） - 浦野茂
  - 第479話「怒りのラガー」（1981年） - 黒木有三
  - 第497話「ゴリさんが拳銃を撃てなくなった!」（1982年） - 上田
  - 第509話「列車の中の女」（1982年） - 刺客のチンピラ
  - 第527話「雨の降る街」（1982年） - 安田（ヘロイン中毒者）
  - 第555話「一枚の絵」（1983年） - 少女誘拐犯
  - 第595話「マミー激走!」（1984年） - 田上（拳銃の売人）
  - 第629話「ドリーム」（1984年） - 田沼
  - 第651話「号泣」（1985年） - 松井高志
  - 第669話「刑事にだって秘密はある!」（1985年） - 拳銃の売人
  - 第686話「俺の相棒」（1986年） - 山崎
  - 第718話「そして又、ボスと共に」（1986年） - 梶（ビリヤードのプロ）
- 連続テレビ小説 マー姉ちゃん（1979年）- 郵便配達夫
- コメットさん 第34話「パパこそジャイアンツ」（1978年、TBS）
- 大都会 PARTIII 第13話「脱出路」（1978年、NTV / 石原プロ）
- 大空港（CX / 松竹）
  - 第10話「男たちの詩」（1978年）
  - 第59話「ダイナマイトを抱いた女刑事!」(1979年) - ゲリラ組織幹部
- 人はそれをスキャンダルという 第9話「出産」（1979年、TBS）
- 木曜座 / 水中花（1979年、TBS）
  - 第5話「おとこの匂い」
  - 第8話「スキャンダル」
  - 第9話「愛さらに遠く」
- 探偵物語 第4話「暴力組織」（1979年、NTV）
- 男たちの旅路 「流水」（1979年）
- 土曜ワイド劇場 / 鮮やかな完全犯罪 女相続人（1979年、ANB）
- 俺はあばれはっちゃく 第46話（1979年、ANB）
- 大激闘マッドポリス'80（1980年、NTV / 東映）
  - 第5話「シンジケートの女」 - バーの男
  - 第12話「潜行大作戦」 - 唐沢の部下
- 大捜査線シリーズ 追跡 第34話「この子はだァれ?」（1980年、CX）
- 特捜最前線（ANB）
  - 第185話「スキャンダルを拾った刑事!」（1980年）
  - 第209話「三千万を拾った刑事!」（1981年）
  - 第229話「夜間中学殺人事件!」（1981年）
  - 第280話「黙秘する女!」（1982年）
  - 第439話「愛を撃つ女・暴かれた裏切りのレイプ!」（1985年）
  - 第462話「大崎の女・凍死トリック、死を招く雨!」（1986年）
- 旅がらす事件帖 第18話「海に血を呼ぶ母子星」（1981年、KTV）
- ザ・ハングマンシリーズ（ABC）
  - ザ・ハングマン 第24話「ハレンチ検事は被告席で泣け」（1981年） - 佐渡（覚醒剤の売人）
  - 新ハングマン 第4話「兵隊を密輸する悪ガードマン会社」（1983年） - ノーパン喫茶店主
  - ザ・ハングマン4 第10話「エリートの父親が隠し子の命を狙う!」（1984年） - 倉本の部下
  - ザ・ハングマン6 第14話「マルサも驚く脱税金強盗団!」（1987年） - 「Big Bang」オーナー
- 秘密のデカちゃん 第27話「当った占い、秘密を守ればタタリが続く」（1981年、TBS）
- ロボット8ちゃん（CX / 東映）
  - 第7話「可愛いあの子は100万ボルト」（1981年） - スパイ団の親分
  - 第45話「ボクはやさしい大剣豪」（1982年） - トライ不動産の地上げ屋
- ザ・サスペンス（TBS）
  - 陽のあたる場所（1982年）
  - 非常階段の女たち（1983年）
- 立花登 青春手控え 第22話「めざめ」(1982年、NHK）
- 噂の刑事トミーとマツ 第2シリーズ 第27話「トミマツ卒倒! 出たァ アメリカ仕込みの蛇女」（1982年、TBS / 大映テレビ） - 梅沢
- 連続テレビ小説 / おしん（1983年、NHK）
- 昭和四十六年 大久保清の犯罪（1983年、TBS）
- スチュワーデス物語 第9話「ダンス! ダンス!!」（1983年、TBS）
- 花王 愛の劇場（TBS）
  - 黒革の手帖（1984年）
  - 赤い迷宮（1993年）- 後藤
- 流れ星佐吉 第5話「初恋が呼んだ大怒り」（1984年、CX）
- 電撃戦隊チェンジマン（1985年 - 1986年、ANB） - 星王バズー ※声は加藤精三が担当
- 私鉄沿線97分署 第42話「四の字固めで姉弟ブロック!!」（1985年、ANB）
- 誇りの報酬 第10話「さらば田舎刑事!」（1985年、NTV） - 和田
- 木曜ドラマストリート / 一日だけの殺し屋（1986年、CX）
- 女ふたり捜査官 第2話「スキャンダル消去殺人」（1986年、ABC）
- あぶない刑事 第36話「疑惑」（1987年、NTV） - 梶間
- セーラー服反逆同盟 第12話「落ちこぼれ名門高校（秘）作戦!」（1987年、NTV） - 柏崎
- 銀河テレビ小説 / 独身送別会（1988年、NHK）
- 火曜サスペンス劇場 / 弁護士・高林鮎子 第4作「信州飯田線殺意の天竜峠」（1988年、NTV） - 岡野康三
- 隠密・奥の細道 第4話「血闘、須賀川の宿」（1988年、TX）
- ゴリラ・警視庁捜査第8班（ANB）
  - 第16話「無法の街に愛を」（1989年）
  - 第28話「ある少女の疑惑」（1989年）
  - 第45話「ベスト・フレンド」（1990年）
- 日本一のカッ飛び男 第9話「涙と怒りと真実と」（1990年、CX）
- 現代推理サスペンス / 嘘つき スワヒリ男とサバを読む女（1990年、KTV）
- 特救指令ソルブレイン 第30話「神様はつらいよ」（1991年、ANB / 東映） - 梅沢の部下
- パパと呼ばせて! 第4話（1992年、TX）
- 世にも奇妙な物語 / 「右手の復讐」（1992年、CX）
- 火曜サスペンス劇場 / 身辺警護 第3作「マルタイの教育評論家の女は昔、ひまわり先生と呼ばれた中学教師」（1999年、NTV）

### ビデオ作品
- 熱い視線　狙われた部屋（1988年）